# Хасан I Аль-Ширази
Хасан бин Мухаммад бин Исса Аль-Ширази (араб. حسن بن محمد بن عيسى الشيرازي‎; ?—1440 год) — первый султан острова Анжуан (Коморские острова) из династии Ширази.

## Биография
В VIII—XI веках Коморские острова становятся важным пунктом на торговых путях Восточной Африки, и их часто посещают персидские и арабские купцы. В XII веке архипелаг попал под власть султаната Килвы, созданного арабами на восточном побережье Африки (территория современной Танзании).
Хасан бин Мухаммад бин Исса Аль-Ширази считается создателем султаната на Коморских островах. Он был представителем рода Аль-Ширази которые правили в Килве в те времена. Этот род ведёт своё происхождение от принца из Шираза в Персии. Однако некоторые учёные скептически относятся к заявлениям о персидском происхождении, а относят этот род к представителям этно-конфессиональной группы ширази подгруппы народа суахили, живущая в восточной части Африки, главным образом на островах Занзибар и Пемба.
Около 1400 года работорговцы Ширази основали торговые порты и привозили рабов с материка. После образования султаната возросло влияние ислама.
Хасан женил своего сына Мухаммада I на дочери правителя Майотты, что в дальнейшем позволило объединить под своим управлением все большие острова Коморского архипелага. Последующие султанаты Ширази установили торговые отношения с другими странами Индийского океана и развили процветающую экономику, основанную на продаже специй и рабов. Время правления Хасана Аль-Ширази считается началом классического периода истории Коморов.